# Outmanovo
 (mai 2024).
Outmanovo (en russe : Утманово) est un village du raïon de Podossinovets de l'oblast de Kirov en Russie européenne. Sa population s'élevait à 413 habitants au recensement de 2010.

## Géographie
Outmanovo est située dans l'oblast de Kirov, un sujet de la Russie, dans le district fédéral de la Volga. Le village se trouve dans le raïon de Podossinovets, un raïon du centre de l'oblast,. 
Outmanovo, comme tout l'oblast de Kirov, est située dans le fuseau horaire MSK (heure de Moscou). Le décalage horaire appliqué par rapport au temps universel coordonné est +03:00.

## Démographie
Recensements (*) et estimations de la population,:
| 2002 * | 2010* | - | - |
| ------ | ----- | - | - |
| 534    | 413   | - | - |

## Culture locale et patrimoine
Le village possède l'église d'Élie le Prophète (1800-1818), qui est classée comme objet avec des signes d'un monument d'urbanisme et d'architecture de l'oblast.